# Foster (Missouri)
Foster – wieś w Stanach Zjednoczonych, w stanie Missouri, w hrabstwie Bates.